# Protanypus saetheri
Protanypus saetheri är en tvåvingeart som beskrevs av Wiederhol 1975. Protanypus saetheri ingår i släktet Protanypus och familjen fjädermyggor.
Artens utbredningsområde är Alaska. Inga underarter finns listade i Catalogue of Life.